# Tapeigaster annulipes
Tapeigaster annulipes är en tvåvingeart som beskrevs av Macquart 1847. Tapeigaster annulipes ingår i släktet Tapeigaster och familjen myllflugor. Inga underarter finns listade i Catalogue of Life.